# Pleujouse
Pleujouse (toponimo francese; in tedesco Plützhausen, desueto) è una frazione di 97 abitanti del comune svizzero di La Baroche, nel Canton Giura (distretto di Porrentruy).

## Storia

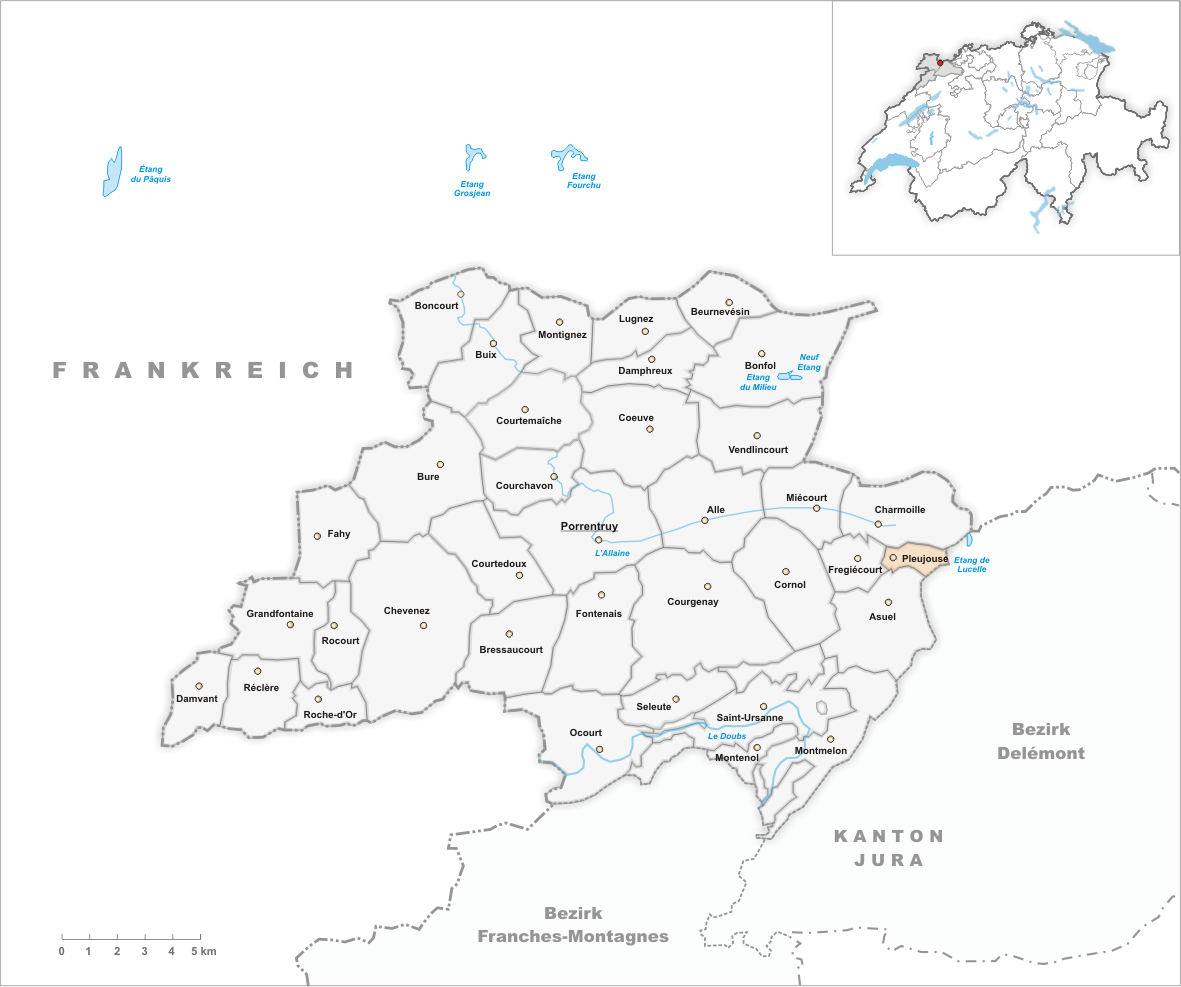
Il territorio del comune di Pleujouse prima degli accorpamenti comunali del 2009

Già comune autonomo che si estendeva per 1,82 km², il 1º gennaio 2009 è stato accorpato agli altri comuni soppressi di Asuel, Charmoille, Fregiécourt e Miécourt per formare il nuovo comune di La Baroche.

## Monumenti e luoghi d'interesse

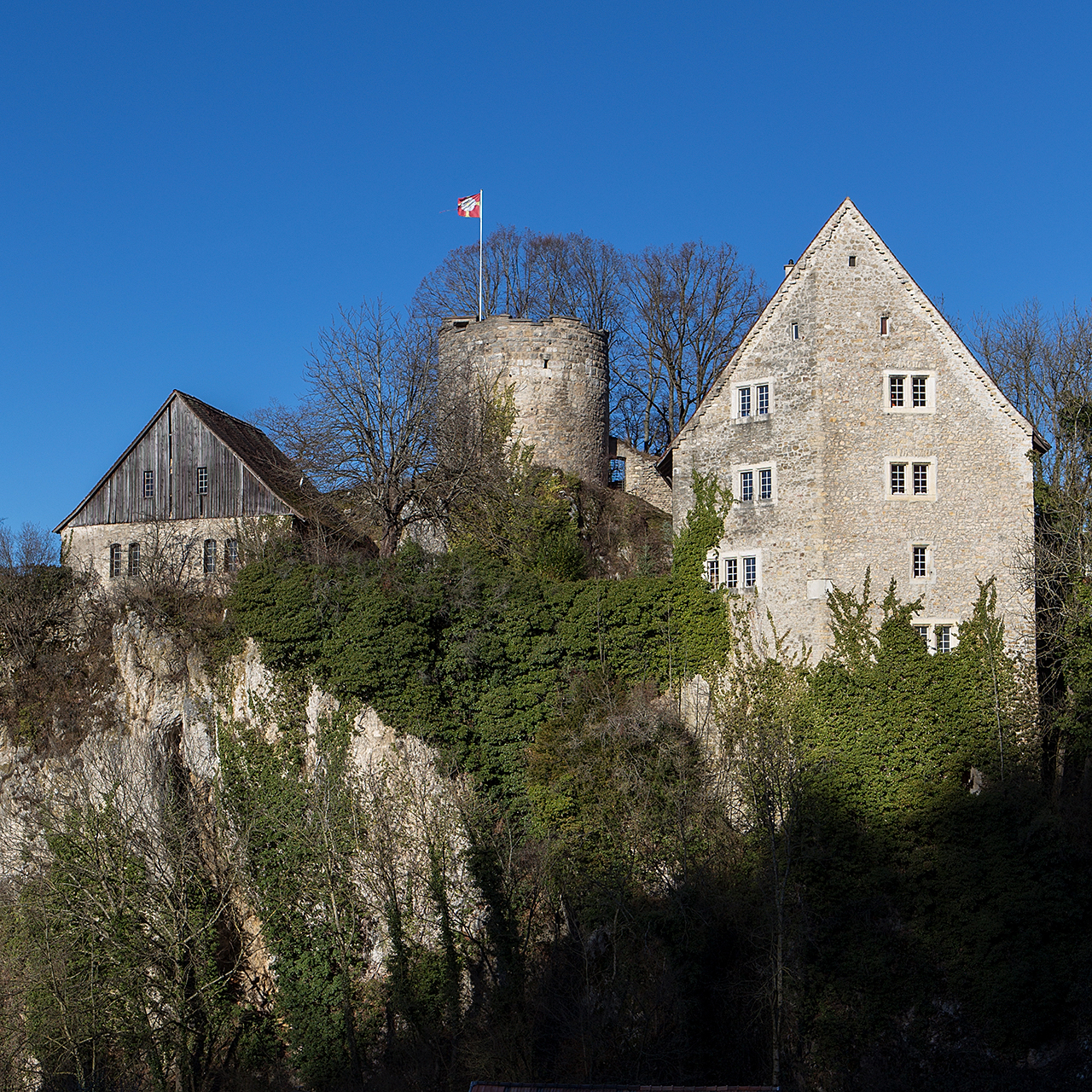
Il castello di Pleujouse

- Cappella cattolica, eretta nel 1881[1];
- Castello di Pleujouse, eretto nel 1100 circa con torre del XIII secolo e corpo centrale del XVI secolo, ricostruito nel 1980[1].

## Società

### Evoluzione demografica
L'evoluzione demografica è riportata nella seguente tabella:
Abitanti censiti

## Amministrazione
Dal 1836 comune politico e comune patriziale erano uniti nella forma del commune mixte.